# جايمي رودريغوس
جايمي رودريغوس هو عداء سريع موزمبيقي، ولد في 6 يونيو 1955.

## وصلات خارجية
- جايمي رودريغوس على موقع أوليمبيديا (الإنجليزية)